# AKB48第22張單曲選拔總選舉
AKB48第22張單曲選拔總選舉（日語：AKB48 22ndシングル選抜総選挙），簡稱AKB48第三次總選舉，是日本女子偶像團體AKB48以及姊妹團體（SKE48和NMB48）於2011年5月至6月間舉辦的投票活動，由團體的歌迷以類似選舉的方式，決定在同年發行的AKB48第22張單曲《飛翔入手》將由哪些成員參與演唱。
參加該次總選舉的候選人包括了68名AKB48成員、57名SKE48成員、25名NMB48成員以及各團體的研究生，共計150人。投票期由2011年5月24日上午10時開始，直至同年6月8日下午3時結束，並於6月9日在日本武道館公佈排名。開票活動由資深播報員德光和夫和木佐彩子主持，活動的標語則是「今年也要全力以赴」（今年もガチです）。
在選舉中得票最多的首12位成員將進入「媒體組」，第13至21位將進入「選拔組」。這兩個組別的成員都可以參與錄製A面曲，但只有前者的成員會獲得在媒體前露面宣傳歌曲的機會，而選舉中獲第一名的冠軍得主則會擔任單曲A面曲的「center」（即在演出時站在中央位置的成員）。此外，在選舉中獲得第22至40位的成員則屬於「Under Girls」，演唱同一張單曲中收錄的B面曲。選舉最後選出的40名成員全部都在稍後參與了《飛翔入手》的錄製，當中AKB48成員前田敦子以接近14萬的得票數，擊敗上屆奪冠的成員大島優子拿下冠軍。

## 概要

### 日本
2011年3月29日，唱片公司Kingrecords和AKB48官方網站正式宣佈將會舉行第三次總選舉，此消息原本預定在3月25日至27日於橫濱體育館舉行的演唱會中發表，但由於2011年日本東北地方太平洋近海地震的影響而延至當日才發表。4月17日，AKB48宣佈《日刊體育》會在4月18日至6月8日期間簡介總選舉候選人的資料。翌日，目擊者公演結束後，AKB48在Youtube上的官方專頁開始發佈候選人自我介紹的短片。5月25日，總選速報在東京巨蛋內的禮堂和AKB48劇場公佈。另外，由於通過中間發報已經大概能夠預測結果，因此這次總選舉取消了這個環節。在此次總選舉前，講談社出版了《AKB48總選舉官方指南2011》（AKB48総選挙公式ガイドブック 2011），冠名綜藝節目《AKB48神TV》則策劃了緊急特備節目《AKB48第22張單曲選拔總選舉政見發佈會》。總選舉在電影院日本86間電影院、香港3間MCL戲院、台灣3間威秀影城和韓國1間電影院提供全程直播。
凡購買《Everyday、髮箍》的Type-A和Type-B的普通版或限量版，均可獲得總選投票券一張。另外，AKB48歌迷會「柱之會」會員、「AKB48 Mobile」會員、「AKB48 LIVE!! ON DEMAND」月費會員、「SKE48 Mobile」會員和「NMB48 Mobile」會員都有權投票。

### 香港
5月1日，AKB48在幕張展覽館舉行的握手會中宣佈舉辦香港AKB48總選舉。消息原定在西九龍中心的大堂發表，後來改在AKB48香港專門店發表。這是日本以外亞洲地區的首個官方活動，由秋元康親自策劃。只要在專門店購買《Everyday、髮箍》，便可獲得投票表格一份。開票日期為6月10日，總投票人次為1,045。

## 候選人
以下的成員分隊情況以選舉開始時為準。:2,3

### AKB48
- Team A（16名）
岩佐美咲、多田愛佳、大家志津香、片山陽加、倉持明日香、小嶋陽菜、指原莉乃、篠田麻里子、高城亞樹、高橋南、仲川遙香、中田千智、仲谷明香、前田敦子、前田亞美、松原夏海
- Team K（16名）
秋元才加、板野友美、內田真由美、梅田彩佳、大島優子、菊地彩香、田名部生來、中塚智實、仁藤萌乃、野中美鄉、藤江麗奈、松井咲子、峯岸南、宮澤佐江、橫山由依、米澤瑠美
- Team B（15名）
石田晴香、河西智美、柏木由紀、北原里英、小林香菜、小森美果、佐藤亞美菜、佐藤堇、佐藤夏希、鈴木瑪莉亞、近野莉菜、平嶋夏海、增田有華、宮崎美穗、渡邊麻友
- 研究生（21名）
大場美奈、島崎遙香、島田晴香、竹內美宥、永尾瑪利亞、中村麻里子、森杏奈、山內鈴蘭、阿部瑪利亞、伊豆田莉奈、市川美織、入山杏奈、加藤玲奈、小林茉里奈、仲俁汐里、藤田奈那、川榮李奈、小嶋菜月、鈴木紫帆里、名取稚菜、森川彩香

### SKE48
- Team S（16名）
大矢真那、小野晴香、加藤琉美、木崎由里亞、木下有希子、桑原瑞希、須田亞香里、高田志織、出口陽、中西優香、平田璃香子、平松可奈子、松井珠理奈、松井玲奈、松下唯、矢神久美
- Team KII（16名）
赤枝里里奈、阿比留李帆、石田安奈、小木曽汐莉、加藤智子、後藤理沙子、佐藤聖羅、佐藤實繪子、高柳明音、秦佐和子、古川愛李、松本梨奈、向田茉夏、矢方美紀、山田澪花、若林倫香
- Team E（16名）
磯原杏華、上野圭澄、梅本圓、金子栞、木本花音、小林亞實、酒井萌衣、柴田阿彌、高木由麻奈、竹内舞、都築里佳、中村優花、原望奈美、間野春香、山下由加里、山田恵里伽
- 研究生：（9名）
井口栞里、犬塚朝奈、今出舞、內山命、鬼頭桃菜、小林繪未梨、齊藤真木子、松村香織、水埜帆乃香

### NMB48
- Team N（16名）
小笠原茉由、門脇佳奈子、岸野里香、木下春奈、小谷里步、近藤里奈、篠原栞那、上西惠、白間美瑠、福本愛菜、松田栞、森彩華、山田菜菜、山本彩、吉田朱里、渡邊美優紀
- 研究生（9名）
太田里織菜、沖田彩華、川上禮奈、木下百花、小柳有沙、原深月、肥川彩愛、山岸奈津美、山口夕輝

## 選前預測
總選舉公佈結果前，有不少日本媒體都對結果進行預測。研究日本偶像的北川昌弘預測前田敦子會重奪失落的冠軍位置。第二次總選舉冠軍大島優子自己則覺得衛冕的機會只有一半。SDN48成員佐藤由加理認為前田敦子和大島優子是這次選舉的焦點。中川翔子則表態支持小嶋陽菜和北原里英。由於成員指原莉乃從上次總選舉的19名上升至速報的第7名，因此也備受注目。選前進行的一個人氣投票顯示，前田敦子、大島優子和板野友美會是首3位，有7份雜誌猜測前田敦子將會奪冠，3份雜誌則猜測大島優子能夠成功衛冕，甚至有雜誌大膽預測松井珠理奈是第1位，而PigooHD舉辦的選前調查則由篠田麻里子獲第一名。
在《AKB48總選舉官方指南2011》AKB48 10賢人的預測中，山亮太、毛利忍、佐藤雅之、近藤康平、山下剛一和井上朝夫均預計由前田敦子奪得冠軍:76, 106, 116，Bad boys、後藤喜男和角銅秀人則分別預測宮澤佐江、大島優子和高橋南奪冠:86, 96, 126。後藤喜男、毛利忍、佐藤雅之、山下剛一和井上朝夫均預測前田敦子、大島優子和板野友美能夠取得首三名:96, 106, 116。此外，10賢人各自預測竹內美宥、市川美織、秦佐和子、前田亞美、大場美奈、山本彩、梅田彩佳、小木曾汐莉和大家志津香的排名將會大幅上升:76, 86, 96, 106, 116, 126。指原莉乃獲佐藤等7人認為將會首次進入媒體選拔:86, 96, 106, 116，高城亞樹獲山里和井上猜想將會首次進入媒體選拔:76, 126，峯岸南和宮崎美穗則獲Bad Boys和後藤預測將會首次進入媒體選拔:86, 96，毛利和角銅則預料北原里英能夠首次進入媒體選拔:106, 126。其他獲預料有可能首次進入媒體選拔的還有渡邊美優紀、前田亞美、橫山由依、大場美奈、內田真由美、竹內美宥、梅田彩佳和市川美織:76, 86, 96, 106。

## 活動過程

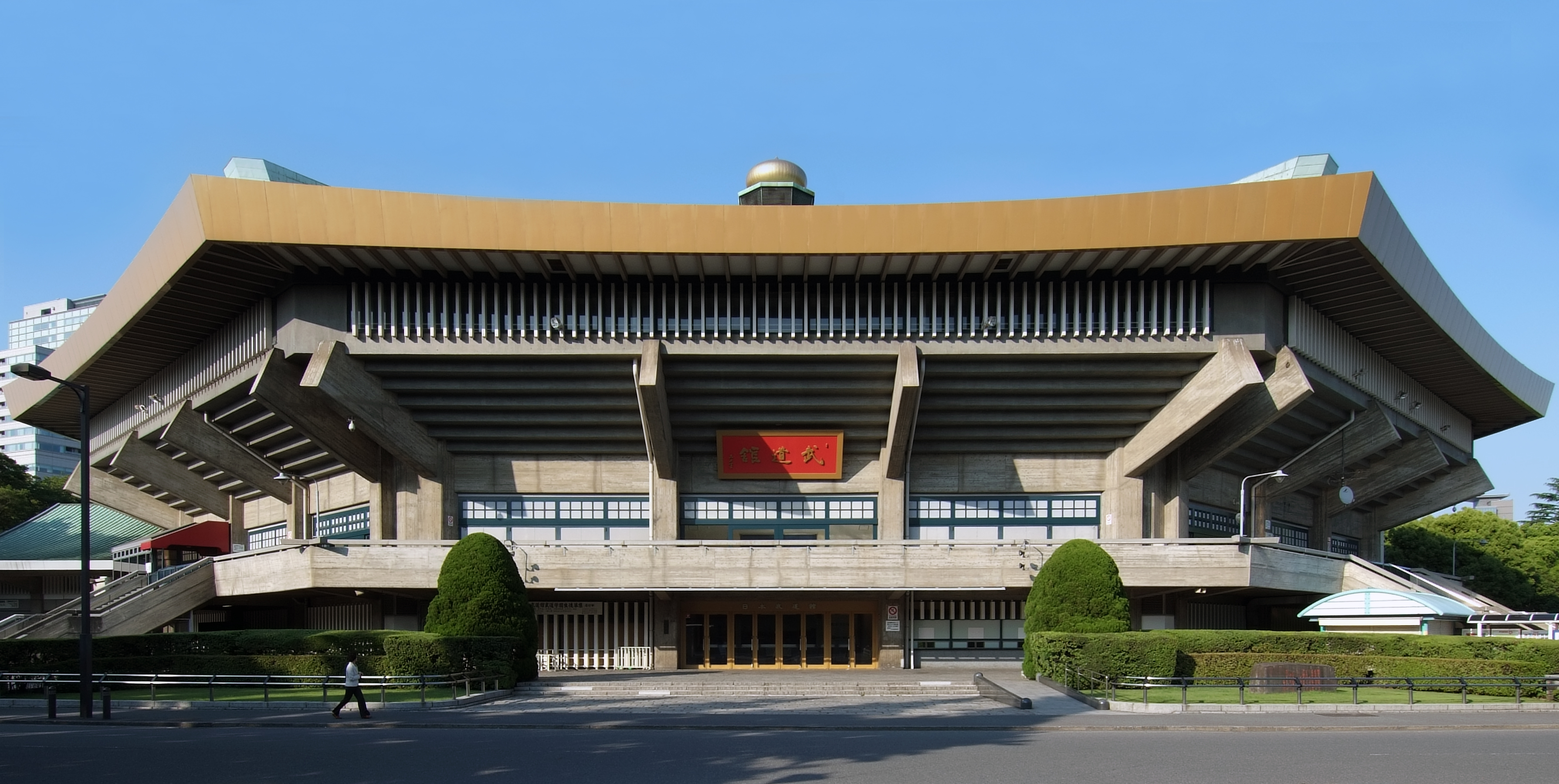
選舉結果在2011年6月9日於日本武道館公佈。

總選舉結果公佈前，AKB48、SKE48和NMB48的成員演唱了數首歌曲，順序包括《萬歲Venus》（SKE48）、《絕滅黑髮少女》（NMB48）、《1！2！3！4！ 請多關照！》（SKE48）、《無限重播》（AKB48）、《馬尾與髮圈》（AKB48）和《Everyday、髮箍》（AKB48），各成員在歌曲演出完畢後從後台手持名牌逐一入場，其後全體成員一同向觀眾鞠躬謝意:73。
首先宣布的是獲得第40名的藤江麗奈，她的票數為4,698票，得票已經超過前田敦子在第一次總選舉時取得第1位的4,630票:73。其後第39位是從未入選，連速報也未曾出現名字的市川美織，情況類近的還有第37位的前田亞美。小森美果則以3票之差壓過秦佐和子成為第32位。第23位的高柳明音發表感言時，懇求製作人秋元康為Team KII策劃屬於他們自己的公演:74。
接下來，第一個進佔首21名進入單曲選拔組的是倉持明日香，而之後的第19位的橫山由依在發表感言時一度呼吸過度，不能站穩:75。
首位進入媒體選拔組的成員是獲得第12名的高城亞樹，她在第二次總選舉時僅以18票之差排第13位，與媒體選拔擦身而過:76。其後，板野友美獲得第8位，「神7」首次崩潰，她發表感言時因而不禁失望痛哭。第7位的高橋南則強調將以自己的人生來證明「努力是一定會有回報」:77。取代板野「神7」地位的是第3位的柏木由紀。
在宣佈第2名時，司儀德光和夫指「第2位的得票數是上屆的4倍」，並讀出「AKB48，Team K，大島優子」，全場呼聲不斷，得悉自己鐵定獲得后冠的前田敦子即時掩臉大哭。大島優子發表感言時說道：「票數就是大家的愛」，從而反擊外界對總選舉並非一人一票的批評:78。最終，前田敦子順利以139,892票重奪第一位，她在發表感言時說的「就算討厭我，也請不要討厭AKB」，成為了日後的經典金句。隨後，司儀德光和夫讓前田敦子跟上屆第1位大島優子對談，前田對大島說：「今後能夠一起成為AKB的支柱，真的很高興。」大島優子則說道：「阿醬（あっちゃん，前田敦子的暱稱）是『AKB之顏』。」最終兩人相擁，活動結束:79。
所有入選成員均獲主持人德光和夫贈予一首川柳。

## 選舉結果和分析
由於AKB48在2010年的人氣高昇，大部分媒體都認為今次總選舉的總票數及成員得票都會創下新高。最終選舉總投票數為1,166,145票，其中779,090票來自單曲《Everyday、髮箍》。換言之，有近半數的單曲買家未有投票。
近兩次總選舉的票數最多的7名成員（稱為神7）中的板野友美跌落第8位，上屆排名第8位的柏木由紀則一舉升上第3位。備受注目的前田敦子與大島優子之爭中，最終前田憑1萬多票之差重奪第1位。第二次總選舉排第19位的指原莉乃大幅上升至第9位。上屆第9位的宮澤佐江排名下降至第11位。上屆第13位的高城亞樹，上升一位進入媒體選拔組。對上兩屆總選排名第25位的DiVA成員增田有華，排名一舉躍進至第20位，進入選拔組。走廊奔跑隊成員平嶋夏海則連續三次總選均為第26位。
SKE48方面，松井珠理奈和松井玲奈兩名成員被視為SKE48頂點之爭，最終受重點栽培的松井珠理奈跌出媒體選拔組，排第14位；而松井玲奈上升一位至第10位，成為SKE48唯一入選媒體選拔的成員。40位入選成員中，共有6名隸屬SKE48。
NMB48唯一入選的成員是第28位的山本彩。
這次總共有9名成員初次入選，分別是橫山由依、山本彩、大家志津香、秦佐和子、大場美奈、須田亞香里、前田亞美、松井咲子和市川美織。
根據第三方的調查，受訪者中有七成多的投票者是男性，兩成六是女性。其中投票率最高的年齡層是10－19歲，男性投票率佔總票數的30.9%，同一年齡層的女性則佔16%。投票高峰期集中在單曲發售首天和截止投票日，投票時間主要是晚上7時至11時。票數分別來自首都圈（153,894票）、關東地方和中部地方（68,944票）、京阪神（58,844票）、北海道和東北地方（54,664票）、中京圈（47,649票）、九州地方（39,730票）、近畿地方和中國地方（35,280票）與四國地方（9,776票）。按人口比率來計算，投票率最高的是日本首都圈（4.39%），最低為四國地方（2.45%）。
| 今屆排名         | 成員名稱       | 所屬隊伍       | 得票           | 速報           | 速報           | 過去排名         | 過去排名         | 香港總選舉排名 | 香港總選舉排名 | 香港總選舉排名 | 香港總選舉排名 |
| 今屆排名         | 成員名稱       | 所屬隊伍       | 得票           | 得票           | 排名           | 第二次總選舉排名 | 第一次總選舉排名 | 排名           | 成員名稱       | 所屬隊伍       | 香港得票       |
| 單曲媒體組選拔   | 單曲媒體組選拔 | 單曲媒體組選拔 | 單曲媒體組選拔 | 單曲媒體組選拔 | 單曲媒體組選拔 | 單曲媒體組選拔   | 單曲媒體組選拔   | 單曲媒體組選拔 | 單曲媒體組選拔 | 單曲媒體組選拔 | 單曲媒體組選拔 |
| ---------------- | -------------- | -------------- | -------------- | -------------- | -------------- | ---------------- | ---------------- | -------------- | -------------- | -------------- | -------------- |
| 1                | 前田敦子       | AKB48 Team A   | 139,892票      | 16,452票       | 2              | 2                | 1                | 1              | 前田敦子       | Team A         | 156票          |
| 2                | 大島優子       | AKB48 Team K   | 122,843票      | 17,156票       | 1              | 1                | 2                | 2              | 渡邊麻友       | Team B         | 87票           |
| 3                | 柏木由紀       | AKB48 Team B   | 74,252票       | 12,056票       | 3              | 8                | 9                | 3              | 大島優子       | Team K         | 84票           |
| 4                | 篠田麻里子     | AKB48 Team A   | 60,539票       | 8,016票        | 6              | 3                | 3                | 4              | 柏木由紀       | Team B         | 71票           |
| 5                | 渡邊麻友       | AKB48 Team B   | 59,118票       | 8,582票        | 5              | 5                | 4                | 5              | 山本彩         | Team N         | 60票           |
| 6                | 小嶋陽菜       | AKB48 Team A   | 52,920票       | 6,534票        | 10             | 7                | 6                | 6              | 高橋南         | Team A         | 59票           |
| 7                | 高橋南         | AKB48 Team A   | 52,790票       | 8,833票        | 4              | 6                | 5                | 7              | 山內鈴蘭       | Team 4         | 50票           |
| 8                | 板野友美       | AKB48 Team K   | 50,403票       | 6,596票        | 8              | 4                | 7                | 8              | 小嶋陽菜       | Team A         | 48票           |
| 9                | 指原莉乃       | AKB48 Team A   | 45,227票       | 7,357票        | 7              | 19               | 27               | 9              | 板野友美       | Team K         | 47票           |
| 10               | 松井玲奈       | SKE48 Team S   | 36,929票       | 6,559票        | 9              | 11               | 29               | 10             | 峯岸南         | Team K         | 45票           |
| 11               | 宮澤佐江       | AKB48 Team K   | 33,500票       | 5,157票        | 11             | 9                | 14               | 11             | 松井玲奈       | Team S         | 42票           |
| 12               | 高城亞樹       | AKB48 Team A   | 31,009票       | 5,096票        | 12             | 13               | 23               | 12             | 篠田麻里子     | Team A         | 31票           |
| 單曲非媒體組選拔 |                |                |                |                |                |                  |                  |                |                |                |                |
| 13               | 北原里英       | AKB48 Team B   | 27,957票       | 3,860票        | 14             | 16               | 13               | 12             | 藤江麗奈       | Team K         | 31票           |
| 14               | 松井珠理奈     | SKE48 Team S   | 27,804票       | 2,843票        | 16             | 10               | 19               | 14             | 指原莉乃       | Team A         | 24票           |
| 15               | 峯岸南         | AKB48 Team K   | 26,070票       | 3,931票        | 13             | 14               | 16               | 15             | 高城亞樹       | Team A         | 23票           |
| 16               | 河西智美       | AKB48 Team B   | 22,857票       | 3,102票        | 15             | 12               | 10               | 16             | 宮澤佐江       | Team K         | 17票           |
| 17               | 秋元才加       | AKB48 Team K   | 17,154票       | 1,502票        | 23             | 17               | 12               | 17             | 河西智美       | Team B         | 16票           |
| 18               | 佐藤亞美菜     | AKB48 Team B   | 16,574票       | 2,684票        | 18             | 18               | 8                | 18             | 北原里英       | Team B         | 14票           |
| 19               | 橫山由依       | AKB48 Team K   | 16,455票       | 2,753票        | 17             | 圈外             | 未加入           | 19             | 松井珠理奈     | Team S         | 12票           |
| 20               | 增田有華       | AKB48 Team B   | 14,137票       | 2,201票        | 19             | 25               | 25               | 20             | 宮崎美穗       | Team B         | 9票            |
| 21               | 倉持明日香     | AKB48 Team A   | 12,387票       | 1,793票        | 20             | 23               | 21               | 21             | 佐藤亞美菜     | Team B         | 8票            |
| Under Girls      |                |                |                |                |                |                  |                  |                |                |                |                |
| 22               | 梅田彩佳       | AKB48 Team K   | 11,860票       | 1,441票        | 26             | 32               | 圈外             | 21             | 增田有華       | Team B         | 8票            |
| 23               | 高柳明音       | SKE48 Team KII | 11,674票       | 1,761票        | 21             | 35               | 圈外             | 23             | 多田愛佳       | Team A         | 7票            |
| 24               | 仲川遙香       | AKB48 Team A   | 10,854票       | 1,571票        | 22             | 20               | 圈外             | 24             | 倉持明日香     | Team A         | 6票            |
| 25               | 多田愛佳       | AKB48 Team A   | 9,910票        | 1,129票        | 29             | 22               | 20               | 24             | 小森美果       | Team B         | 6票            |
| 26               | 平嶋夏海       | AKB48 Team B   | 9,742票        | 1,484票        | 24             | 26               | 26               | 26             | 大家志津香     | Team A         | 5票            |
| 27               | 宮崎美穗       | AKB48 Team B   | 9,271票        | 1,378票        | 27             | 21               | 18               | 26             | 佐藤堇         | Team B         | 5票            |
| 28               | 山本彩         | NMB48 Team N   | 8,697票        | 1,444票        | 25             | 未加入           | 未加入           | 28             | 仁藤萌乃       | Team K         | 4票            |
| 29               | 大家志津香     | AKB48 Team A   | 7,264票        | 904票          | 32             | 圈外             | 圈外             | 28             | 近野莉菜       | Team B         | 4票            |
| 30               | 大矢真那       | SKE48 Team S   | 6,660票        | 885票          | 33             | 24               | 圈外             | 28             | 木本花音       | Team E         | 4票            |
| 31               | 仁藤萌乃       | AKB48 Team K   | 6,288票        | 圈外           | 圈外           | 29               | 圈外             | 31             | 岩佐美咲       | Team A         | 3票            |
| 32               | 小森美果       | AKB48 Team B   | 6,120票        | 792票          | 38             | 30               | 圈外             | 31             | 仲川遙香       | Team A         | 3票            |
| 33               | 秦佐和子       | SKE48 Team KII | 6,117票        | 1118票         | 30             | 圈外             | 未加入           | 31             | 仲谷明香       | Team A         | 3票            |
| 34               | 佐藤堇         | AKB48 Team B   | 5,438票        | 852票          | 35             | 31               | 圈外             | 31             | 秋元才加       | Team K         | 3票            |
| 35               | 大場美奈       | AKB48 Team 4   | 5,411票        | 811票          | 37             | 圈外             | 未加入           | 31             | 梅田彩佳       | Team K         | 3票            |
| 36               | 須田亞香里     | SKE48 Team S   | 5,343票        | 1139票         | 28             | 圈外             | 未加入           | 31             | 橫山由依       | Team K         | 3票            |
| 37               | 前田亞美       | AKB48 Team A   | 5,220票        | 圈外           | 圈外           | 圈外             | 圈外             | 31             | 石田晴香       | Team B         | 3票            |
| 38               | 松井咲子       | AKB48 Team K   | 5,020票        | 814票          | 36             | 圈外             | 圈外             | 31             | 鈴木瑪莉亞     | Team B         | 3票            |
| 39               | 市川美織       | AKB48 Team 4   | 4,928票        | 圈外           | 圈外           | 未加入           | 未加入           | 31             | 市川美織       | Team 4         | 3票            |
| 40               | 藤江麗奈       | AKB48 Team K   | 4,698票        | 778票          | 40             | 33               | 圈外             | 31             | 秦佐和子       | Team KII       | 3票            |

## 反應
總選舉的廣告價值相當於80.15億日圓。總選舉話題被選為日本娛樂新聞的第三位，後來上升至第一位，最終在6月份亦取得第一位。總選舉同時成為Twitter五月份最多人討論的話題，在Yahoo搜索量亦急升，並且在秋葉經濟新聞的頭條瀏覽量排第二位。總選舉除了受到男性注目外，同樣得到女性關注。直播總選舉的節目在關東地區取得平均11.7%的收視率，較平常的7.6%，急升了4.1%。結果公佈後當晚，TBS電視台節目《有吉AKB共和國》播放有關總選舉消息，並且作為深宵節目取得最高5.6%的收視率。總選舉翌日，AKB48官方網站瀏覽人次達700萬次，較平時增加近15倍，前田敦子的博客評論上升至6萬3千條，大島優子則有5萬8千條評論。
然而，總選舉並非一人一票的做法亦遭到抨擊。成員指原莉乃稱她投了自己3票。研究選舉的記者上杉隆形容總選舉就好像美國總統選舉的黨代表大會。搞笑藝人岡村隆史認為總選舉就像日本男妓店門外的人氣排行榜一樣。另一方面，《朝日新聞》認為總選舉等活動對偶像來說太過艱苦。

## 影響
在總選舉結束後，AKB48再次舉辦了相同性質的「廣告總選舉」來決定出演廣告的隊伍，又發表以總選舉為題的泳裝寫真集。在中國大陸，以大陸人為調查對象的非官方總選舉中，宮崎美穗排第一位。其後，社交網站mixi舉辦一人一票的總選舉，結果由大島優子奪得第一位。
SKE48 Team KII隊長高柳明音在總選舉上發表感言時，懇求製作人秋元康為Team KII策劃屬於他們自己的公演，時隔兩個月後終於變成事實，Team KII開始了「彈珠汽水的飲用方法」公演。
依照總選舉結果製作的AKB48第22張單曲《飛翔入手》成為Oricon公信榜歷史上首張在發賣首天取得過百萬銷量的音樂作品。日本放送協會以總選舉和猜拳大會在日本引發起的社會現象為理由，首次起用AKB48作為NHK紅白歌合戰的啦啦隊。
於總選舉結束後，有日本電視台受到影響，以同樣的模式來決定電視劇的主角，日清食品則通過總選舉的形式選出歷年來最受歡迎的杯麵，從而推出復刻版，朱古力品牌Kit Kat、阪神百貨店和零售商伊藤洋華堂同樣參照了這種做法，而遊戲《戰國BASARA》亦以總選舉的概念舉辦了BSR48選拔總選舉。
然而另一方面，總選舉結果也成為了非法賭博的開盤對象，此外亦有人因售賣總選舉入場券的黃牛票而被捕。由於總選舉出現並非一人一票的問題，促使有公司開發出保持公正的網上投票系統。

## 外部連結
- （日語）Oricon（页面存档备份，存于）